# بلوط حي

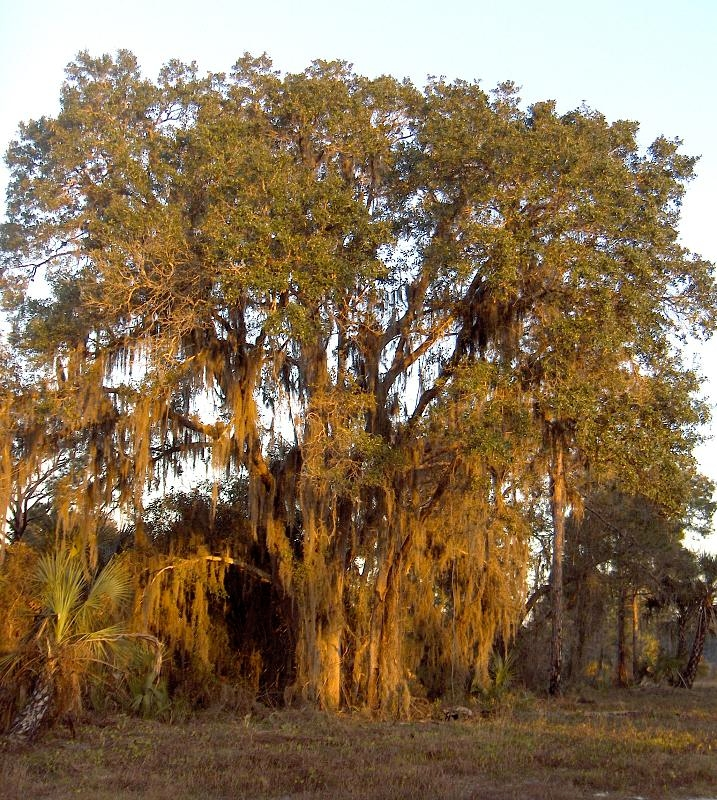
البلوط الحي الرملي (سنديان مزدوج).

البَلّوط الحيّ أو البلوط دائم الخضرة هو أي نوع من أشجار البلوط من جنس السنديان التي تشترك في خصائص الأوراق دائمة الخضرة. لا ترتبط أشجار البلوط هذه ارتباطاً وثيقاً ببعضها البعض أكثر من ارتباطها بأشجار البلوط الأخرى.